# Nova Floresta (ort)
Nova Floresta är en ort i Brasilien.   Den ligger i kommunen Nova Floresta och delstaten Paraíba, i den östra delen av landet, 1 600 km nordost om huvudstaden Brasília. Nova Floresta ligger 670 meter över havet och antalet invånare är 8 623.
Terrängen runt Nova Floresta är platt åt sydväst, men åt nordost är den kuperad. Nova Floresta ligger uppe på en höjd. Närmaste större samhälle är Cuité, 6,3 km sydost om Nova Floresta.
Omgivningarna runt Nova Floresta är huvudsakligen savann. Runt Nova Floresta är det ganska glesbefolkat, med 34 invånare per kvadratkilometer.